# Інститут ядерних наук «Винча»
Інститут ядерних наук «Винча» (серб. Институт за нуклеарне науке Винча, англ. Vinča Nuclear Institute) — науково-дослідний центр для реалізації ядерної програми Федеративної Народної Республіки Югославія (ФНРЮ), який був заснований у 1948 році. Сьогодні інститут виконує дослідження не тільки в галузі ядерних наук, а й в галузі фізики, хімії та біології. Винча — це розміщений на околиці Белграда тель (пагорб) північнобалканської археологічної культури Винча епохи неоліту.

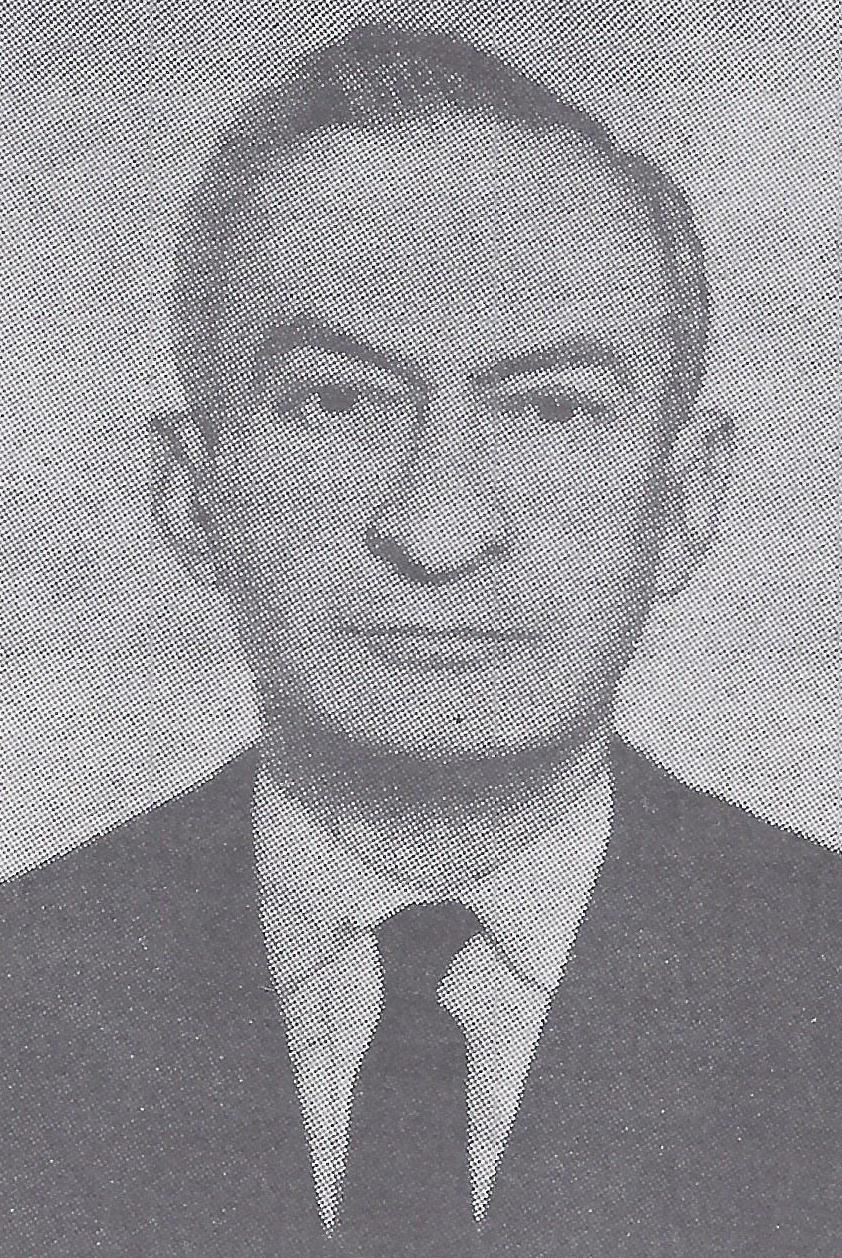
Павле Савич

Адміністративно інститут приєднаний до Белградського університету. У ньому працює приблизно 800 осіб, з яких 383 є науковцями.

## Історія
Створення Інституту ядерних наук «Винча» у 1948 році очолив професор фізико-хімік Павле Савич (1909—1994), який з 1945 року працював разом з радянським академіком Петром Леонідовичем Капицею. В 1955 році в СРСР був придбаний реактор на важкій воді РА, що був запущений у дію в грудні 1959 року. Він працював до 2002 року. Другий реактор РБ був спроектований югославськими вченими в 1957 році, а в 1958 почав роботу.
Програма ядерних досліджень закінчилася в 1968 році, а в 1984 реактори були вимкнені.
Сховище радіоактивних відходів інституту до 2009 року стало непридатним для використання. У 2010 році за рішенням Міжнародного агентства з атомної енергії (МАГАТЕ) їх перевезли до Росії для подальшої переробки.
Інститут був спланований як науково-дослідний центр для вивчення найактуальніших проблем у галузі природничих наук: фізики, хімії та біології. З самого початку Павле Савич з усією своєю енергією, волею і самовідданістю контролював будівництво лабораторій для фізики, хімії та біології, які були розроблені також ним. Він оселився біля будівельного майданчика, на сусідній фермі, де спав у стодолі на соломі. Професор також координував закупівлю наукового обладнання, яке в значній мірі надходило з-за кордону як військові репарації.
У інституті Савич згуртував навколо себе наукову еліту тодішньої Югославії, це були молоді люди, які нещодавно завершили свої студії. Вони внесли свій розпізнаваний внесок на ранній стадії Атомного століття.
Незабаром до інституту прийшов Душан Каназир (1921—2009, Dušan Kanazir), який запровадив дослідження в галузі біологічних проблем, пов'язаних з впливом радіації. Павле Савич (у 1971—1981 роках) і Душан Каназир (у 1981—1994 роках) були президентами Сербської академії наук і мистецтв. Від початку своєї роботи до 1968 року інститут відповідав за проведення національної програми ядерних досліджень у Югославії.
Тепер Інститут ядерних наук «Винча» є багатопрофільним науково-дослідним інститутом, що охоплює численні науково-технічні дисципліни, а не тільки ті, які пов'язані з ядерною галуззю. У ньому створені науково-дослідні групи, орієнтовані на вирішення проблем на міждисциплінарній основі, у тому числі фахівці з різних галузей знань, щоб вони могли краще бачити природу проблеми і могли знайти необхідну відповідь.
У інституті виходять всесвітньо відомі наукові журнали з високим коефіцієнтом впливовості: «Термотехника», «Nuclear Technology & Radiation Protection» і «Thermal Sciences».

### Ядерний інцидент 1958
15 жовтня 1958 року в одному з дослідницьких реакторів сталася аварія. Шість працівників отримали великі дози радіації; один помер незабаром після цього. Інші п'ять отримали першу в Європі трансплантацію кісткового мозку.

## Структура інституту
Відповідно до Статуту інституту «Вінча» Організаційними підрозділами Інституту є лабораторії і центри.
- 010 Лабораторія фізики
- 011 Лабораторія ядерної фізики і фізики плазми
- 020 Лабораторія теоретичної фізики і фізики конденсованих середовищ
- 030 Лабораторія радіаційної хімії та фізики
- 040 Лабораторія з атомної фізики
- 050 Лабораторія з фізичної хімії
- 060 Лабораторія хімічної динаміки і безперервної освіти
- 070 Лабораторія радіоізотопів
- 080 Лабораторія радіобіології і молекулярної генетики
- 090 Лабораторія молекулярної біології і ендокринології
- 100 Лабораторія радіаційного захисту та охорони навколишнього середовища
- 140 Лабораторія теплотехніки та енергетики
- 160 Центр двигунів і транспортних засобів
- 170 Лабораторія матеріалів
- 180 Центр міждисциплінарних досліджень та інженерії
- 240 Зовнішня торгівля
- 280 — центр противибухового захисту
- БІРО (BIRO) — сертифікаційне бюро
- Ц. П. О. (C.P.O.) — центр безперервної освіти